# Pat Lyons
Patrick „Pat“ Lyons (* 2. März) ist ein professioneller US-amerikanischer Pokerspieler. Er gewann 2016 das Main Event der World Poker Tour und 2020 ein Bracelet bei der World Series of Poker Online.

## Pokerkarriere
Seine erste Geldplatzierung bei einem Live-Turnier erzielte Lyons im August 2004 im kalifornischen San José. Im September 2006 gewann er an gleicher Stelle beim Speedway of Poker sein erstes Live-Turnier und erhielt den Hauptpreis von knapp 15.000 US-Dollar. Anfang März 2011 belegte er ebenfalls in San José bei einem Event des Bay 101 Shooting Star den zweiten Platz und sicherte sich aufgrund eines Deals 105.500 US-Dollar. Im Juli 2015 war Lyons erstmals bei der World Series of Poker (WSOP) im Rio All-Suite Hotel and Casino am Las Vegas Strip erfolgreich und kam bei zwei Turnieren der Variante No Limit Hold’em in die Geldränge, u. a. im Main Event. Mitte August 2016 gewann er das Main Event der Arizona State Poker Championship in Scottsdale, wofür er mehr als 240.000 US-Dollar erhielt. Rund zwei Wochen später setzte sich Lyons auch beim Main Event der World Poker Tour in Los Angeles durch und sicherte sich eine Siegprämie von rund 615.000 US-Dollar. Mitte März 2018 belegte er bei den Mega Millions des WSOP-Circuits in Los Angeles den vierten Platz, der mit über 90.000 US-Dollar bezahlt wurde. Im Juli 2020 setzte sich Lyons unter dem Nickname IchiiKawawa bei einem Turnier der aufgrund der COVID-19-Pandemie ausgespielten World Series of Poker Online durch und erhielt mehr als 170.000 US-Dollar sowie ein Bracelet.
Insgesamt hat sich Lyons mit Poker bei Live-Turnieren mehr als 2 Millionen US-Dollar erspielt.